# ФК Шињик
ФК Шињик (рус. Футбольный клуб «Шинник» Ярославль) је руски фудбалски клуб из Јарославља, који се такмичи у Премијер лиги Русије. Своје утакмице игра на стадиону Шињик, капацитета од 22.786 места.
Клуб је основан 1957. године под именом Химик. То име је задржао до 1960. када га мења у Шињик према тешкој индустрији по којој је место познато (пертохемијска, аутомобилска).
У првенствим бившег СССР, само једном су били прволигаши 1964. када су освојили 16 место и испали из Прве лиге., а у Купу су два пута стигли до четвртфинала 1964. и 1966.
У првенствима Русија Русује најбољи резултат су отварикли 1997. године када су освојили 4. место. После сезоне 2006. испали су из Премијер лиге у Прву лигу, да би се следеће сезоне вратили.

## ФК Шињик на вечној табелиПремијер лигеод1992.
Стање после сезоне 2007.
| Плас. | Тим              | Број сезона | сезоне                    | ИГ  | Д  | Н  | ИЗ  | ГД  | ГП  | ГР   | Бод |
| ----- | ---------------- | ----------- | ------------------------- | --- | -- | -- | --- | --- | --- | ---- | --- |
| 12    | Шинник Јарослављ | 9           | 1992,1997-1999, 2002-2006 | 274 | 80 | 79 | 115 | 269 | 355 | - 86 | 319 |

## ФК Шињик у европски куповима
| Сезона | Такмичење     | Коло   | Држава      | Клуб      | Резултат |
| ------ | ------------- | ------ | ----------- | --------- | -------- |
| 2004   | Интертото куп | 2 коло | Чешка       | Теплице   | 2-1, 2-0 |
|        |               | 3 коло | Португалија | Леирија   | 1-4, 1-2 |
| 1998   | Интертото куп | 2 коло | Финска      | Турун     | 2-0, 3-2 |
|        |               | 3 коло | Шпанија     | Валенсија | 1-4, 1-0 |

## Састав тима2008.
стање 12. мај
| №          | Бр.         | Име                 | Датум рођења | Прошле сезоне  |
| Голмани    | Голмани     | Голмани             | Голмани      |                |
| ---------- | ----------- | ------------------- | ------------ | -------------- |
| 27         | Русија      | Сергеј Правкин      | 1980         |                |
| 30         | Русија      | Алексеј Степанов    | 1977         |                |
| 37         | Русија      | Сергеј Песјаков     | 1977         |                |
| Одбрана    |             |                     |              |                |
| 2          | Финска      | Борис Ротенберг     | 1986         | Есјбег         |
| 3          | Португалија | Рикардо Силва       | 1975         | Боависта       |
| 4          | Летонија    | Игор Степанов       | 1976         |                |
| 5          | Русија      | Александр Черкез    | 1976         |                |
| 18         | Србија      | Славољуб Ђорђевић   | 1981         |                |
| 21         | Португалија | Бруно Басто         | 1978         | Национал       |
| 25         | Украјина    | Димитриј Семочко    | 1979         | Луч Енергија   |
| Средњи ред |             |                     |              |                |
| 7          | Русија      | Денис Бојаринцев    | 1978         | Спартак Москва |
| 8          | Русија      | Максим Бурченко     | 1983         | Ростов         |
| 10         | Пољска      | Дамјан Горавски     | 1979         | Москва         |
| 13         | Русија      | Дмитриј Куррашов    | 1983         |                |
| 17         | Русија      | Андреј Бочков       | 1982         | Ростов         |
| 19         | Летонија    | Јурис Лизанк        | 1979         | Кубањ          |
| 28         | Русија      | Дмитриј Зинович     | 1989         |                |
| 33         | Србија      | Александар Петровић | 1985         |                |
| 87         | Русија      | Иља Максимов        | 1986         | Зенит          |
| Напад      |             |                     |              |                |
| 16         | Русија      | Антон Хазов         | 1979         |                |
| 31         | Украјина    | Роман Монарејв      | 1980         |                |
| 70         | Русија      | Максим Бузников     | 1977         | Ростов         |
| 77         | Бугарска    | Здравко Лазаров     | 1976         | Славија Софија |